# Areias Escaldantes
Areias Escaldantes é um filme brasileiro de 1985, escrito e dirigido por Francisco de Paula e estrelado por Regina Casé, Luis Fernando Guimarães, Cristina Aché e Diogo Vilela. O filme é um musical, com a participação das bandas Ultraje a Rigor, Titãs e Lobão.

## Sinopse
Num futuro próximo (1990), no país fictício de Kali, um grupo de jovens terroristas executa roubos, sequestros e assassinatos sob as ordens de um misterioso chefão conhecido como "Entidade" e são perseguidos pela pomposa e ineficiente Polícia Especial.

## Elenco
- Regina Casé...Verônica Pinheiro "Verrô"
- Luis Fernando Guimarães...Marcelo Matos
- Cristina Aché...Cristal Pinheiro
- Diogo Vilela...Vinícius Kishi "Vini"
- Eduardo Poly...Otelo Pacino
- Jards Macalé...Macau
- Guará Rodrigues...Mínimo Jonas
- Sérgio Bezerra...Máximo Silvestre
- Lobão...Médio Moura
- Neville de Almeida...Espião
- Cláudio Gaya...Comandante
- Catarina Abdala...Repórter
- Chris Couto...Kate
- Paulo Henrique Souto...Maquiador
- Sandro Solviatti...Motorista de táxi
- Breno Moroni...Traficante de armas
- Cláudio Lins...Sheik
- Mário Dias Costa...Dominique, namorado de Cristal
- Titãs:
  - Paulo Miklos
  - Branco Mello
  - Marcelo Fromer
  - Charles Gavin
  - Arnaldo Antunes
  - Tony Bellotto
  - Nando Reis
  - Sérgio Brito
- Os Ronaldos
- Duse Nacaratti...no banco
- Felipe Muray...no banco
- Dany Roland

## Músicas do filme e Trilha Sonora

### Filme
Por ordem de apresentação no filme (conforme créditos finais):
- "Inútil" - Ultraje a Rigor
- "Areias Escaldantes" - Lulu Santos
- "Não vou me adaptar"  - Titãs
- "Ciúme" - Ultraje a Rigor
- "Núcleo Base" - Ira!
- "Longe de tudo" - Ira!
- "Massacre" - Titãs
- "Ronaldo foi pra guerra" - Lobão e os Ronaldos
- "Televisão" - Titãs
- "Babi Índio" - Titãs
- "Leve Desespero" - Capital Inicial
- "Descendo o Rio Nilo" - Capital Inicial
- "Melodix" - Metrô
- "Nós Vamos Invadir Sua Praia" - Ultraje a Rigor
- "Fire in the jungle" - May East (da Gang 90)
- "Eu sei, Mas eu não sei" - Gang 90 e as Absurdettes
- "Mal Nenhum" - Lobão e os Ronaldos (número musical que encerra o filme)

### Trilha Sonora
Já a trilha sonora, lançada em vinil pela RCA Victor, vinha com as seguintes músicas:
- "Mal Nenhum" - Lobão e os Ronaldos
- "Longe de Tudo'" - Ira!
- "Volta e Meia" - Leninha
- "Areias Escaldantes" - Lulu Santos
- "Massacre" - Titãs
- "Ciúme" - Ultraje a Rigor
- "Leve Desespero" - Capital Inicial
- "Fire in The Jungle" - May East
- "Eu sei, Mas Eu Não Sei" - Gang 90 e as Absurdettes
- "Ronaldo Foi Pra Guerra" - Lobão e os Ronaldos

## Prêmios e indicações

### Prêmios
Associação Paulista dos Críticos de Arte
- Melhor Atriz Coadjuvante: Regina Casé - 1986[5]

## Controvérsia
Apesar do diretor ter alegado (numa entrevista em 2009) que o filme não recebeu o selo da Embrafilme (e assim só poderia ser exibido em outros países), o filme recebeu da Embrafilme o Certificado de Produto Brasileiro nº 852  em 13 de agosto de 1985, tendo sido lançado apenas em alguns poucos cinemas no Rio de Janeiro em 2 de dezembro de 1985 por decisão dos produtores  Na década de 2000, Areias Escaldantes foi considerado, pela crítica, um filme cult, sendo relançado, no Brasil, somente em DVD.